# Los pecados de las ciudades de la llanura
Los pecados de las ciudades de la llanura, o los recuerdos de un prostituto, con un breve ensayo sobre sodomía y tribadismo, es una de las primeras obras pornográficas publicada en la literatura inglesa que tiene un contenido mayoritariamente homosexual. Se publicó de manera anónima, aunque se ha sugerido que su autoría podría pertenecer conjuntamente a James Campbell Reddie y al pintor Simeon Solomon, quien había sido condenado en 1873 por actos indecentes. No obstante, algunos autores cuestionan la autoría de al menos el primero de ellos. Fue publicada por primera vez, clandestinamente, en 1881 por William Lazenby, quien imprimió 250 copias. Una segunda edición se publicó a cargo de la  Erotica Biblion Society en 1890, quien llegaría a editarla por tercera vez en 1902. En español fue publicada en 2015 por la Editorial Amistades Particulares, con traducción, prólogo y notas de Carlos Sanrune.
Escrita en primera persona, Los pecados de las ciudades de la llanura relata las experiencias de Jack Saul, un joven chapero, escritas a propuesta de uno de sus clientes, Mr. Cambon, a cambio del pago de aproximadamente unas 20₤ por entrega.  Jack Saul era el nombre de un prostituto real que estuvo envuelto en el famoso escándalo de Cleveland Street ocurrido en 1889 y donde se vieron envueltos algunos personajes prominentes de la época.  A pesar de que el contenido de la novela es fundamentalmente ficción, Henry Spencer Ashbee, quien incluyó este título en su conocida bibliografía de literatura erótica de la época victoriana, sugiere que dos de los personajes reales que aparecen en la novela Boulton y Park, también objeto de otro escándalo, podrían haber sido conocidos del autor o autores en la vida real. Boulton y Park fueron una pareja de travestis victorianos que, por vestirse de mujer, fueron juzgados en 1871. 
El pornógrafo y librero Charles Hirsch aseguró que esta novela fue uno de los libros “socráticos” que vendió a Oscar Wilde en 1890, lo que podría indicar que esta novela inspiró la famosa obra erótica Teleny, atribuida a Oscar Wilde.
Actualmente en la Biblioteca Británica  (British Library) existen dos copias de la novela, una correspondiente a la primera edición de 1881, en dos volúmenes (signatura: P.C. 14.h.10) y otra, en un único volumen, de la edición de 1890 (signatura P.C. 14.h.19).

## Índice de capítulos
- - Introducción
  - Recuerdos de Jack Saul: Desarrollo inicial de las convicciones pederastas en su mente juvenil
  - Algunas travesuras con Boulton y Park
  - Otros recuerdos y peripecias
  - La vieja historia de siempre: culos mejor que coños
  - Un breve ensayo sobre sodomía, etc.
  - Tribadismo

## Ediciones
- The Sins of the Cities of the Plain; or, The Recollections of a Mary-Ann, with Short Essays on Sodomy and Tribadism. 2 vols.  Londres, edición privada (clandestina), 1881, en dos volúmenes.
- The Sins of the Cities of the Plain; or, The Recollections of a Mary-Ann, with Short Essays on Sodomy and Tribadism. Londodres, Erotica Biblion Society, [1890].
- The Sins of the Cities of the Plain; or, The Recollections of a Mary-Ann, with Short Essays on Sodomy and Tribadism. Londres, Erotica Biblion Society, [1902].
- Sins of the Cities of the Plain, ed. James Jennings. Badboy Books. Nueva York: Masquerade Books, 1992. ISBN 1-56333-322-8
  - La edición de 1992 no solo cambia los sexos de algunos personajes (transformando a todos en hombres), sino que omite escenas o le añade otras inexistentes en el original, tal y como detectó Morris B. Kaplan.[13]
- Die Sünde von Sodom. Erinnerungen eines viktorianischen Strichers, ed. and translated by Wolfram Setz.  Bibliothek rosa Winkel, 12. Berlin: Verlag rosa Winkel, 1995; Hamburgo: MännerschwarmSkript, 2005. ISBN 3861490420
- Jack Saul, Sins of the Cities of the Plain. New Traveller's Companion Series, 91.  Olympia Press, 2006. ISBN 1-59654-286-1
- The Sins of the Cities of the Plain, ed. Wolfram Setz. Kansas City: Valancourt Books, 2013. ISBN 978-1-934555-31-6
- Los pecados de las ciudades de la llanura. Madrid, Editorial Amistades Particulares, 2015. ISBN 978-84-943115-5-0